# Bildungssystem in der DDR

Struktur des Schulsystems der DDR

Das Bildungssystem in der DDR bestand seit 1946 in der Sowjetischen Besatzungszone (SBZ) mit dem Gesetz zur Demokratisierung der deutschen Schule als Einheitsschule.
Das Bildungssystem wurde zweimal grundlegend reformiert. 1959 wurde mit dem Gesetz über die sozialistische Entwicklung des Schulwesens die zehnklassige allgemeinbildende polytechnische Oberschule (POS) als einheitlicher Schultyp für alle Schüler eingeführt. Die Festlegungen des Gesetzes über das einheitliche sozialistische Bildungssystem von 1965 bestimmten das Schulsystem der DDR bis zu ihrem Ende.
Das Bildungsmonopol hatte in der DDR der Staat. Das zentral organisierte Bildungswesen unterstand damit der SED. Langjährige Volksbildungsministerin war von 1963 bis 1989 Margot Honecker. Es gab, bis auf eine Ausnahme (Katholische Theresienschule Berlin-Weißensee), keine staatlich anerkannten privaten Schulen.
Grundlage des staatlichen Bildungsauftrags war die durch eine „ideologisch indoktrinierte Pädagogik“ bestimmte Erziehung zur sozialistischen Persönlichkeit. Die Einhaltung der sozialistischen Linientreue unter Lehrkräften und Schülern beziehungsweise Studierenden an Schulen, Hochschulen und Universitäten überwachten die Partei und das Ministerium für Staatssicherheit. Über die durch das MfV gesteuerte Heimerziehung übernahm das Regime beispielsweise bei elternlosen Kindern oder Sozialwaisen von frühester Jugend an die vollständige Kontrolle. Unter anderem verhaltensauffällige oder regimekritische Jugendliche mussten sich in der DDR vor Umerziehungsmaßnahmen in sogenannten von der Jugendhilfe betriebenen Spezialheimen bzw. Jugendwerkhöfen fürchten, in denen zum Teil höchst repressive Erziehungsmethoden angewendet wurden.  Ziel des DDR-Hochschulsystems war es, eine „parteiloyale Machtelite“ heranzuziehen. Der Staat nahm dabei Einfluss darauf, wer überhaupt studieren durfte, und bestimmte über eine staatliche Absolventenverordnung nach Studienende auch die Berufswahl von Akademikern. Eine garantierte Freiheit der Berufswahl gab es folglich nicht.

## Bildungsziele

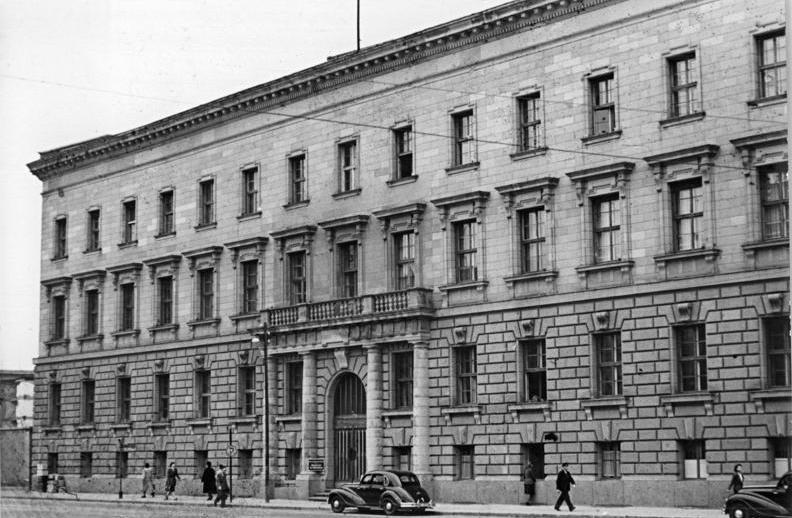
Das Ministerium für Volksbildung in der Wilhelmstraße 1952

Das Bildungsgesetz von 1965 formulierte das Ziel, „allseitig und harmonisch entwickelte sozialistische Persönlichkeiten“ heranzubilden. Auf einer hohen Allgemeinbildung für alle Jugendlichen, die die POS vermitteln sollte, baute die Spezialbildung auf, die in Facharbeiterausbildungen, Erweiterten Oberschulen (EOS) und Spezialschulen, Studieneinrichtungen wie Fach- und Ingenieurschulen sowie Hochschulen und Universitäten und verschiedenen Weiterbildungen erfolgte.
Die an der POS vermittelte Allgemeinbildung war stark naturwissenschaftlich-technisch ausgerichtet. Eine Besonderheit war der Polytechnische Unterricht, der frühzeitig eine enge Verbindung zur Arbeitswelt schaffen sollte und die Schüler mit der „sozialistischen Produktion“ vertraut machen sollte. Auch in weiterführenden Bildungseinrichtungen wurde eine Verzahnung von theoretischer und praktischer Ausbildung, von stark kognitiv orientiertem Lernen und produktiver Tätigkeit angestrebt.
Ein wichtiger Grundsatz des Bildungssystems der DDR war die „Einheit von Bildung und Erziehung“. Die Kinder und Jugendlichen sollten zu vollwertigen Mitgliedern der „sozialistischen Gesellschaft“ werden und sich mit dem Staat identifizieren. Das gesamte Schulsystem war stark ideologisiert und militarisiert. Das ideologische System der DDR durchzog die Inhalte mehrerer Schulfächer. Wehrerziehung war, ab 1978 auch als spezifischer Wehrunterricht, Teil der schulischen Bildung. Von den Schülern wurde Engagement im Sinne des Gesellschaftssystems der DDR erwartet. Auch die Freizeitgestaltung an den Schulen durch die Pionierorganisation Ernst Thälmann und die Freie Deutsche Jugend war ideologisch ausgerichtet. Dazu zählten insbesondere die Pioniernachmittage, zu denen sich Mitglieder der Pionierorganisation einer Klasse regelmäßig unter Anleitung des Klassenlehrers trafen.
Für den Zugang zu allen weiterführenden Bildungseinrichtungen waren neben den fachlichen Voraussetzungen in unterschiedlichem Maße auch politische Kriterien wie das gesellschaftliche Engagement der Schüler, später auch die Verpflichtung der Jungen zu einem längeren Dienst in der NVA, der Beruf der Eltern oder eine Mitgliedschaft in Massenorganisationen oder der SED entscheidend.

## Struktur des Bildungssystems
Mit der letzten großen Novellierung 1965 und den Umstrukturierungen in den 1970er Jahren bestand das Bildungssystem der DDR nahezu unverändert bis zur deutschen Wiedervereinigung und stellte sich folgendermaßen dar:

### Kinderkrippen
Die Krippen nahmen Kinder im Alter von wenigen Wochen bis zum dritten Lebensjahr auf. Für die Mütter galt es, eine Schutzzeit einzuhalten, bevor die Kinder werktags in die Krippe gegeben werden durften, um die Mutter-Kind-Bindung der ersten fünf bis sechs Lebenswochen nicht zu beschädigen oder zu zerstören.
Hauptaufgabe der Krippen war die Pflege der Kinder. Die medizinische Betreuung und Überwachung waren sehr gut ausgebaut und umfassten regelmäßige unterschiedliche Untersuchungen sowohl zur körperlichen als auch zur psychischen und kognitiven Entwicklung der Kinder. Des Weiteren kümmerte sich die Kinderkrippe um den Impfschutz; das Ablehnen von Impfungen durch die Eltern war nicht möglich.
Seit den 1960er Jahren erfolgte die Arbeit nach einem staatlichen Erziehungsplan mit dem Titel „Pädagogische Aufgaben und Arbeitsweise in Krippen“, vergleichbar mit dem staatlichen „Bildungs- und Erziehungsplan“ für die Kindergärten. Ziel waren das Trockensein vor dem Ende des zweiten Lebensjahres und die frühzeitige Anpassung an die Normen des Kollektivs.
Die Kinderkrippen folgten dem Grundsatz der Tagesschule, hatten also ganztägig geöffnet, in der Regel von 6 Uhr bis 18 Uhr, bisweilen auch bis 19 Uhr. In vielen Städten wurden Wochenkrippen eingerichtet, in denen die Kinder je nach den Umständen (zum Beispiel bei Erkrankung der alleinstehenden Mutter oder für Schichtarbeiter) für die Werktage, aber teilweise auch für eine längere Zeit aufgenommen wurden. Die in der DDR führende Krippenforscherin Eva Schmidt-Kolmer konnte in ihren Untersuchungen feststellen, dass die Unterbringung in Wochenkrippen sich stark negativ auf die kindliche Entwicklung auswirkte. Auch waren Kinder, die die Wochenkrippe besuchten, wesentlich krankheitsanfälliger als andere Kinder. So erkrankten laut einer von der Kinderärztin Gerda Jun 1957/58 durchgeführten Studie durchschnittlich 53 % der Wochenkrippenkinder im ersten Lebensjahr drei- bis fünfmal und 13 % häufiger als fünfmal. Zum Vergleich: Von den Kindern, die keine Krippe besuchten, erkrankten 22 % im ersten Lebensjahr einmal, 6 % zweimal und 71 % kein einziges Mal.
Die als Essensbeitrag erhobene Krippengebühr betrug je Kind monatlich 27,50 Mark. In den 1980er Jahren bestanden offiziell für 80 % der Kinder Krippenplätze, in einigen Großstadtgebieten sogar für 99 %. Das Krippensystem in der DDR war jedoch spätestens ab den 1970er Jahren gekennzeichnet durch Personalmangel und Raumnot. So heißt es in einem Ministeriumsbericht aus dem Oktober 1978, „daß die Aus- und Weiterbildung der Beschäftigten in den Kinderkrippen in keiner Weise mit der Entwicklung der Krippenplätze Schritt gehalten hat und sogar in den letzten Jahren gesunken“ war. Florian von Rosenberg hält fest, dass es aufgrund der Arbeitsbelastung und vergleichsweise schlechten Vergütung des Krippenpersonals in den 1970er Jahren „zu einer regelrechten Flucht des Personals aus den Krippen“ gekommen sei. Im Durchschnitt habe bis zu ein Drittel des Personals dauerhaft gefehlt und insbesondere in den Großstädten der DDR war die Situation problematisch. Zudem kam es in vielen Krippen zu massiven Überbelegungen. In den Volkwirtschaftsplänen von Leipzig und Görlitz war beispielsweise eine Auslastung von 125 bzw. 120–130 % vorgesehen. Dies führte dazu, dass nach Informationen des Ministeriums ein Großteil der Kinder mit nur knapp 2,5 Quadratmetern Raum auskommen musste.
Die Berufsbilder Säuglingsschwester und Kinderkrippenerzieherin waren traditionell – wie alle erzieherisch-pädagogischen Berufe in der DDR – akademische Berufe und erforderten ein mehrjähriges Fachschulstudium.

### Kindergarten
Der Kindergarten betreute Kinder vom vierten Lebensjahr an und hatte den Auftrag, die Kinder bis zur Schulreife zu fördern. Anders als in der Bundesrepublik Deutschland hatten damit die Kindergartenerzieherinnen einen eindeutig definierten Bildungsauftrag und waren konsequenterweise dem Ministerium für Volksbildung unterstellt. Im Kindergarten wurden den Kindern die einfache Mengenlehre (Rechnen mit Rechenstäbchen im Zahlenraum bis 10), Malen, Singen und bildnerisches Gestalten (beispielsweise Kneten) beigebracht, die Kinder machten erste Schreibversuche. Die Bildung im Kindergarten enthielt auch bereits staatsbürgerliche Elemente und begann mit einer politischen Erziehung im Sinne des Sozialismus. 
Zudem gab es in der DDR 275 evangelische und 142 katholische Kindergärten. Den Kirchen war wegen des staatlichen Kindererziehungs-Monopols in der DDR die Neueröffnung von Kindergärten untersagt, die bestehenden kirchlichen Kindergärten hatten aber Bestandschutz und unterlagen strengen staatlichen Kontrollen.

### Polytechnische Oberschule

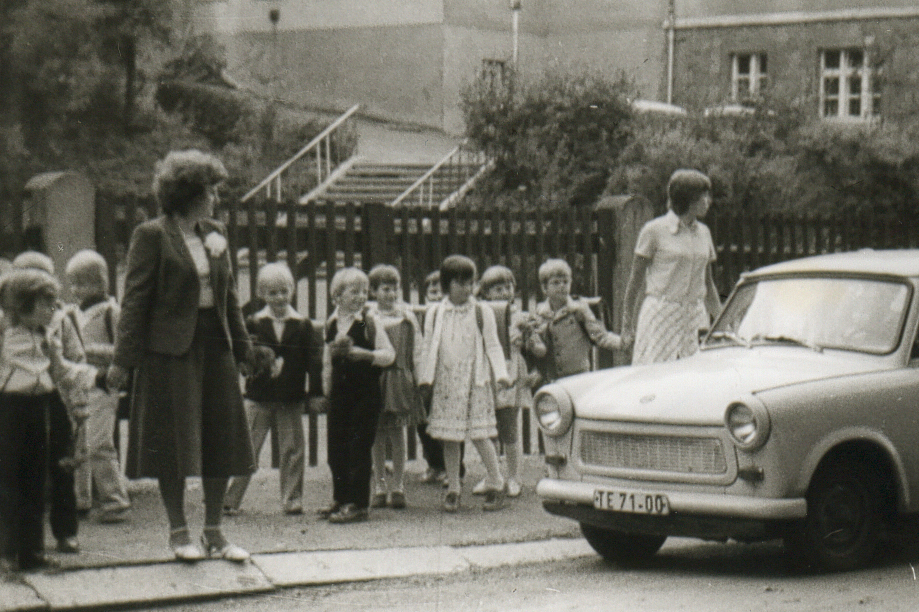
Schulanfang in der DDR, 1980

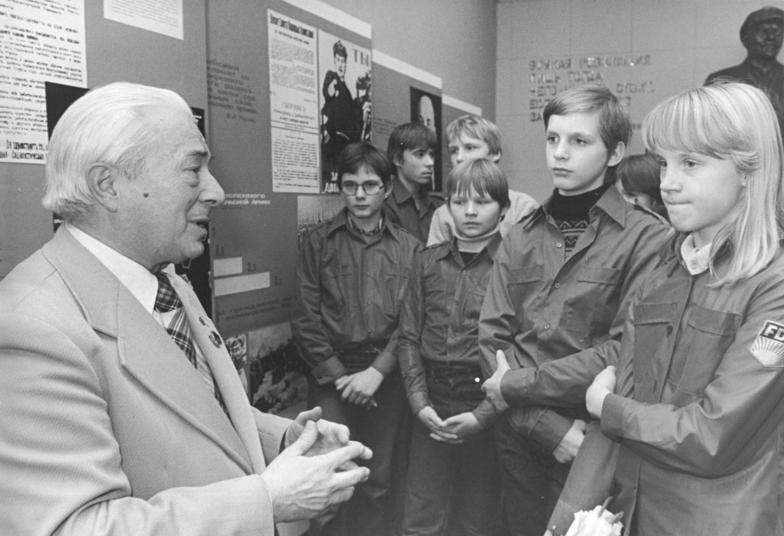
Schüler der 8. Klasse der 23. Polytechnischen Oberschule Artur Becker Berlin-Lichtenberg zu Besuch im Armeemuseum Karlshorst

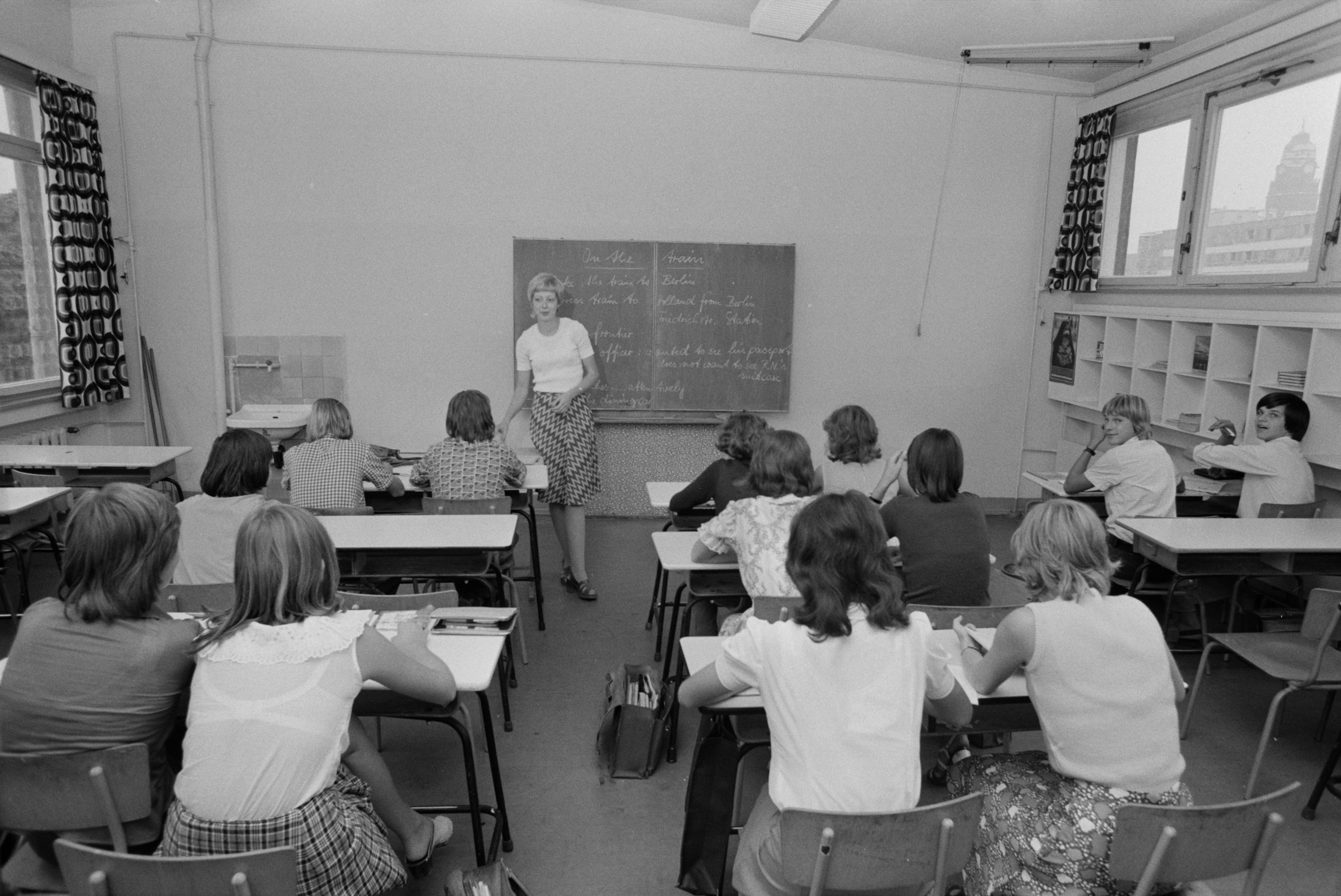
Englischunterricht 1975

Die Polytechnische Oberschule (POS) stellte ab 1959 den grundlegenden Schultyp der DDR dar. Der überwiegende Teil der Kinder wurde mit sechs oder sieben Jahren nach einer ärztlichen Schultauglichkeitsüberprüfung eingeschult. Stichtag hierbei war der 31. Mai; Kinder, die erst nach diesem Tag sechs Jahre alt wurden, kamen in der Regel erst im darauffolgenden Jahr in die Schule. Ausnahmen von dieser Regel (mit dem Stichtag 31. August) waren auf Wunsch der Eltern und mit Zustimmung des Arztes, der die Schultauglichkeitsüberprüfung durchführte, möglich. Ein Zurückstufen wegen Entwicklungsverzögerung war selten.
Ab Dezember 1959 gliederte sich die POS in die Unterstufe (1.–4. Klasse) und die Oberstufe (5.–10. Klasse). Dies wurde mit dem Schulgesetz von 1965 weiter differenziert. Die Gliederung umfasste nun drei Stufen, die Unterstufe (1.–3. Klasse), in der Grundlagen von speziell dafür ausgebildeten Unterstufenlehrern vermittelt wurden, die Mittelstufe (4.–6. Klasse) – ab der 5. Klasse wurde der Fächerkanon um Russisch als erste Fremdsprache und weitere Fächer (ab der 5. Klasse: Geschichte, Geographie, Biologie; ab der 6. Klasse zusätzlich: Physik) erheblich erweitert – und die Oberstufe (7.–10. Klasse, nun zusätzlich ab der 7. Klasse: Chemie und fakultativ Englisch oder Französisch; in der Klasse 10 Astronomie), in der der polytechnische Unterricht eine größere Rolle spielte.
Die POS wurde mit schriftlichen Abschlussprüfungen in Russisch, Deutsch, Mathematik und einer Naturwissenschaft (Auswahl zwischen Physik, Chemie und Biologie) sowie einer Sportprüfung und sich anschließenden zwei bis fünf mündlichen Prüfungen beendet. Das Abschlusszeugnis der POS entsprach in etwa dem heutigen Realschulabschluss (Mittlere Reife) und wird heute in der Regel auch als solcher anerkannt. Dieser Abschluss berechtigte zur Aufnahme einer Berufsausbildung sowie zum Studium an einer der zahlreichen Fachschulen (entsprechen je nach Ausbildungsrichtung westdeutschen Berufsfachschulen, Fachschulen oder Vorgängereinrichtungen von Fachhochschulen). Das vorzeitige Beenden der POS nach der achten oder seltener nach der neunten Klasse war auf Antrag der Eltern und nach Zustimmung der Schule möglich. Mit den entsprechenden Abgangszeugnissen konnte eine Berufsausbildung in bestimmten Berufen, vorwiegend in den Bereichen Industrieproduktion, Handwerk und Landwirtschaft, absolviert werden, die häufig aber ein Jahr länger dauerte und mit einem Teilfacharbeiterabschluss endete. Ein Abgangszeugnis der 9. Klasse der POS wird heutzutage in der Regel einem Hauptschulabschluss gleichgestellt, ebenso ein Abgangszeugnis der 8. Klasse in Verbindung mit einem darauf folgenden Facharbeiterzeugnis.
Für eine Zulassung zur EOS beziehungsweise Berufsausbildung mit Abitur war eine zweite Fremdsprache notwendig.
| Proportionen des Unterrichts (zehnklassige allgemeinbildende polytechnische Oberschule 1988) | Prozent |
| Deutsche Sprache und Literatur                                                               | 22,9    |
| Kunsterziehung/Musik                                                                         | 6,8     |
| Gesellschaftswissenschaftlicher Unterricht                                                   | 10,9    |
| Mathematik                                                                                   | 17,7    |
| Naturwissenschaftlicher Unterricht                                                           | 12,2    |
| Fremdsprachen                                                                                | 11,0    |
| Körpererziehung                                                                              | 7,5     |
| Polytechnischer Unterricht                                                                   | 11,0    |
| Quelle: „40 Jahre DDR“ – Staatliche Zentralverwaltung für Statistik, Mai 1989                |         |

### Erweiterte Oberschule und Berufsausbildung mit Abitur
An der Erweiterten Oberschule (EOS) konnten Schüler das Abitur ablegen. Sie bestand aus den Klassen 9 bis 12, seit 1983 – abgesehen von den Spezialschulen – nur noch aus den Klassen 11 und 12. In den 1960er Jahren war der Besuch der Erweiterten Oberschule mit einer Berufsausbildung verbunden, für die eine Liste ausgewählter Berufe in Frage kam. Nur eine bestimmte Anzahl der Schüler eines Jahrgangs konnte eine EOS besuchen (7 % bis höchstens 10 % eines Jahrgangs). Die späteren Abiturienten besuchten also bis einschließlich Klasse 8 (später 10) die POS. Für eine Zulassung zur EOS waren neben den Leistungen der Berufswunsch, eine gewisse politische „Zuverlässigkeit“ und auch die soziale Herkunft der Eltern maßgebend. Die Herkunft aus der „Arbeiterklasse“ war hier zumindest bis Mitte der 1960er Jahre von Vorteil, nach der ersten Generation schwächte sich diese „positive Diskriminierung“ jedoch stetig ab.
Zum Erwerb des Abiturs bestand weiterhin die Möglichkeit der dreijährigen Berufsausbildung mit Abitur, die nach der 10. Klasse eine Berufsausbildung mit weiterem Schulunterricht mit dem Ziel des Ablegens des Abiturs an einer Berufsschule verband. Die Zahl dieser Lehrstellen und die Arten der angebotenen Ausbildungsberufe waren jedoch begrenzt (knapp 5 % eines Jahrgangs). Schülern an der EOS wurde ab 1981 eine monatliche Ausbildungsbeihilfe (100 Mark in der 11. und 150 Mark in der 12. Klasse) gezahlt, während Lehrlinge einer Berufsausbildung mit Abitur eine monatliche Ausbildungsvergütung erhielten.
Darüber hinaus gab es an einigen Universitäten (TU Dresden) und Hochschulen (Technische Hochschule Leipzig) einen ein Jahr (bzw. 1,5 Jahre für ein Fernstudium) dauernden Vorkurs für junge Facharbeiter zum Erwerb der Hochschulreife. Auf diesem Weg wurde die fachgebundene Hochschulreife erworben und berechtigte zum Studium von betriebswirtschaftlichen und ingenieurwissenschaftlichen Studienrichtungen in universitären Hochschulen. Auch ein anschließendes Studium mit dem Berufsziel Lehrer an der POS war möglich. Voraussetzung war, dass die Berufsausbildung fachlich zum Studium passte.
Jeder Bezirk hatte nur eine EOS mit altsprachlicher Klasse (Latein, Griechisch). Im sorbischen Siedlungsgebiet in den Bezirken Dresden und Cottbus gab es jeweils eine EOS mit Sorbisch als Unterrichtssprache, aus denen nach der Wende das Sorbische Gymnasium Bautzen und das Niedersorbische Gymnasium Cottbus hervorgingen.
Mit dem Abitur oder der Hochschulreife konnte ein Studium begonnen werden. Voraussetzung für Männer war die Zustimmung des Wehrkreiskommandos. Soweit keine besonderen Gründe dagegen sprachen, war der Wehrdienst vor dem Studium abzuleisten. Grundsätzlich wurde auf eine Ableistung eines dreijährigen Wehrdienstes als Unteroffizier auf Zeit gedrängt. Während des Studiums gab es in der Regel – mit Ausnahme eines fünfwöchigen Reservedienstes im Verlauf des 3. oder 4. Semesters – keine Unterbrechungen durch den Wehrdienst. Weil die Begrenzung der Zahl der Studienanfänger über die Zulassung zum Abitur erfolgte, war für jeden Abiturienten ein Studienplatz – wenn auch nicht zwingend in der gewünschten Fachrichtung – vorhanden.
Eine zusätzliche Möglichkeit zum Hochschulzugang bestand in einer vorhergehenden Fachschulausbildung, z. B. zum Ingenieur.
Vergleichbar zum Abendgymnasium in der Bundesrepublik gab es auch die Möglichkeit, sich an der Volkshochschule auf die Allgemeine Hochschulreife vorzubereiten. Um zum sogenannten Abendabitur zugelassen zu werden, bedurfte es der Zustimmung des örtlichen Schulrates. Für Lehrlinge in der Berufsausbildung mit Abitur war es auch möglich, nur Kurse für Geographie oder Chemie zu besuchen, da an Berufsschulen immer nur eines dieser Fächer unterrichtet wurde.
Eine Sonderrolle im DDR-Schulsystem spielten vor allem in den Anfangsjahren die Arbeiter-und-Bauern-Fakultäten (ABF), die eine besondere Form der Förderung darstellten und zum Abitur führten.

### Sonderschule
Als Sonderschule wurden alle Einrichtungen der Volksbildung bezeichnet, in denen durch sonderschulpädagogische Maßnahmen körperlich oder geistig behinderte Kinder und Jugendliche im Rahmen ihrer Möglichkeiten zu möglichst vollwertigen „Mitgliedern der sozialistischen Gesellschaft“ gebildet und erzogen werden sollten. Zu den Sonderschulen gehörten neben den bekannten Hilfsschulen für geistig behinderte oder lernbehinderte Kinder auch die Körperbehinderten-, Blinden-, Sehschwachen-, Gehörlosen- (fälschlich als Taubstummen- bezeichnet), Schwerhörigen- und Sprachheilschulen sowie Schulen für nervengeschädigte Kinder. 
Darüber hinaus hatten Schulen und Klassen in Krankenhäusern und Heil- und Rehabilitationsstätten (bei Kuren) ebenfalls Sonderschulstatus.

### Spezialschulen
Zur Begabtenförderung gab es ein vielfältiges System an Spezialschulen. Manchmal handelte es sich auch um Spezialklassen, die administrativ einer POS oder einer EOS angeschlossen waren. Bekannt waren die so genannten Russischschulen, die ab der dritten Klasse besucht wurden, sowie die Kinder- und Jugendsportschulen (KJS). Weiter gab es Spezialschulen für Musik, Mathematik, Naturwissenschaften, Elektronik sowie alte oder neue Sprachen. Die Spezialschulen begannen in unterschiedlichen Klassenstufen. Einige wenige Spezialklassen hatten wegen des zusätzlichen Unterrichts auch eine 13. Klasse, und für einige Spezialschulen erfolgte keine öffentliche Auswahl wie für die so genannten Diplomatenschulen mit umfangreichem neusprachlichem Unterricht. In den in früheren Klassenstufen beginnenden Spezialschulen gab es meist einen fließenden Übergang zur Abiturphase (EOS).
Eine Besonderheit waren die Spezialschulen und Spezialklassen, die einer Universität oder Hochschule angeschlossen waren und als Spezialklassen für Mathematik, Physik oder Chemie oder als Spezialschulen für Musik der Hochbegabtenförderung im mathematisch-naturwissenschaftlichen beziehungsweise im musikalischen Bereich dienten.

### Volkshochschule
Die Volkshochschule war als staatliche Einrichtung in das allgemeine Schulsystem integriert und unterstand seit 1956 dem Ministerium für Volksbildung. Sie wurde zu einer „Abendoberschule für die Werktätigen“ entwickelt, vergab Zeugnisse und unterrichtete nach einem verbindlichen Lehrplan. Hauptaufgabe war ein dem regulären Schulsystem gleichgestellter Unterricht zum Nachholen von Schulabschlüssen, insbesondere des auf dem ersten Bildungsweg nur sehr begrenzt erreichbaren Abiturs. Es gab besondere Kurse für Schichtarbeiter, die wahlweise vor- oder nachmittags stattfanden. Die Abschlussprüfungen fanden am selben Tag wie an der EOS statt. Ab den 1970er Jahren fand eine Rückkehr zu alten Traditionen statt. Es wurden zunehmend wieder allgemeinbildende Kurse in Fremdsprachen, Naturwissenschaften, auch Kunst und Kultur angeboten. Die überwiegende Veranstaltungsform blieb jedoch der Lehrgang. Finanziert wurde das Angebot vom Staat, Kursgebühren wurden nur in sehr geringer Höhe erhoben (bei schulischen Abschlusskursen 1 Mark, bei anderen Lehrgängen 3 Mark jeweils für 20 Stunden).

## Schulalltag

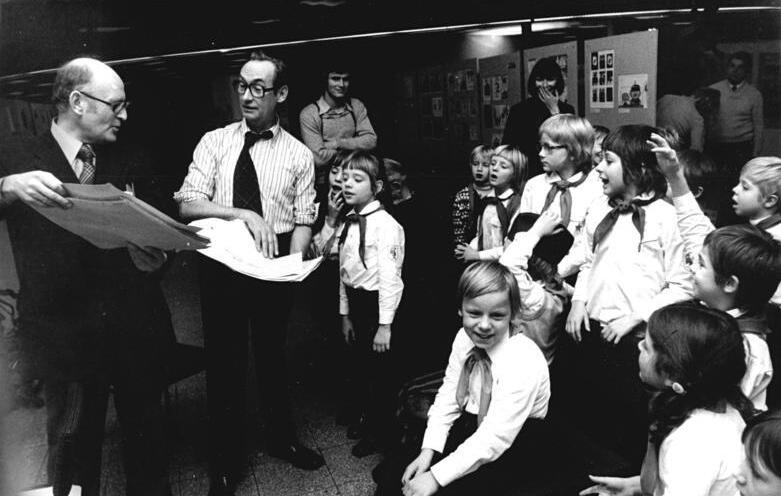
Pioniernachmittag in einer Ausstellung

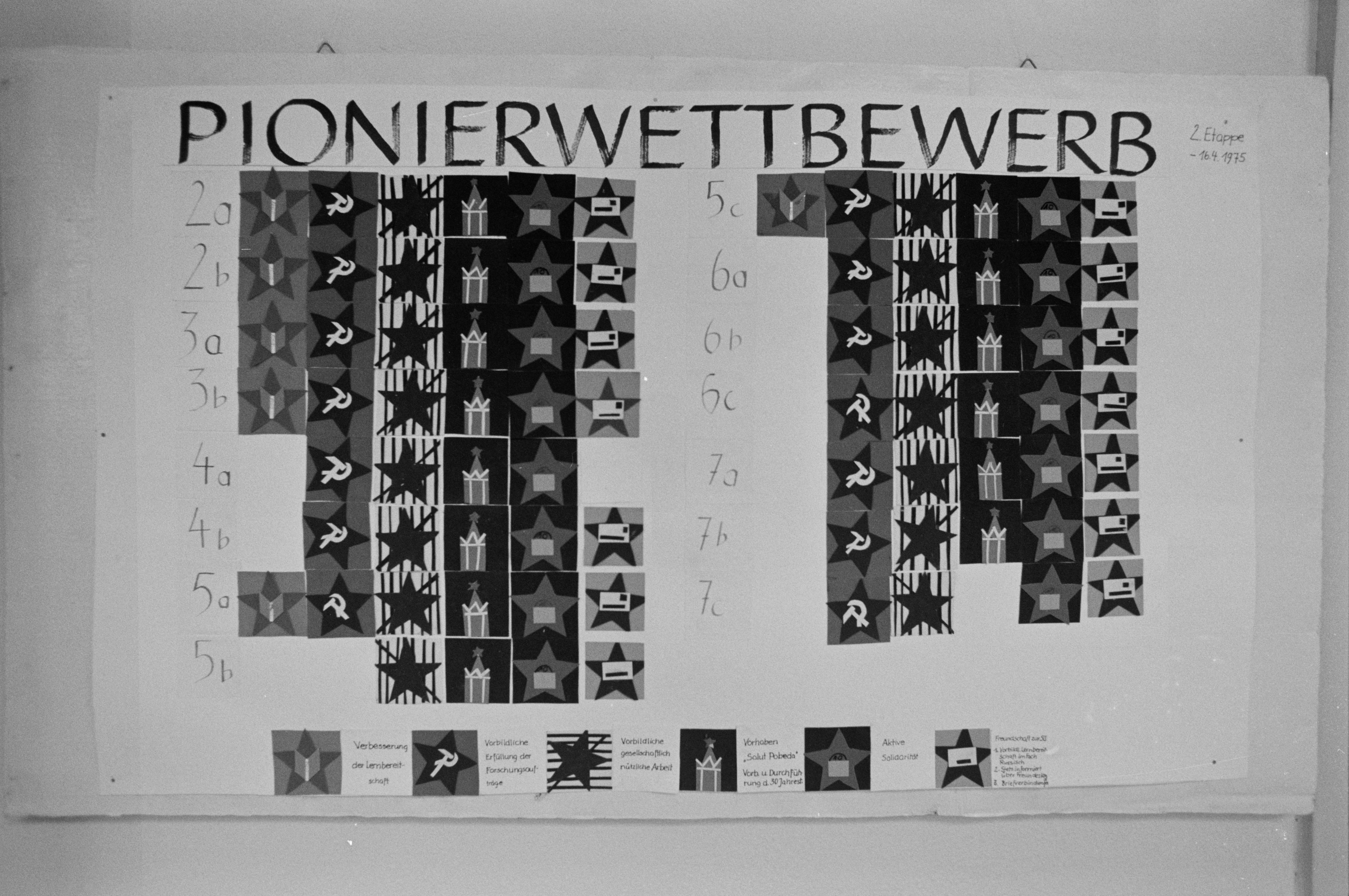
Pionierwettbewerb in einer Dresdner Schule 1975

### Stundenbeginn
Zu den ersten Übungen der Schüler gehörte es, dass sie lernten, beim Eintreten des Lehrers aufzustehen und abzuwarten, bis sie zum Sitzen aufgefordert wurden.
In der Mitte der 1950er Jahre begann die erste Stunde der Woche mit dem Singen eines Liedes, das oft ein Volkslied war. Grundlage hierfür war noch das vom Verlag Neues Leben Berlin 1952 herausgegebene Liederbuch der Freien Deutschen Jugend. In der Adventszeit begann jeder Unterrichtstag mit einem entsprechenden Lied. Später wurde dies ersetzt, indem zu Beginn jeder Stunde ein vorher benannter Schüler dem Lehrer beim Betreten der Klasse die Bereitschaft der Schüler zum Unterricht melden musste („Herr/Frau/Fräulein ..., die Klasse ... ist zum Unterricht bereit.“). Da die überwiegende Zahl der Schüler in den 1970er Jahren schließlich Pionier bzw. FDJ-ler war, wurde nach dem Betreten des Lehrers der Unterrichtsbeginn neu geregelt. Zum Beginn des Unterrichts erhob sich die Klasse und es wurde nach der Meldung der Gruß der Pionierorganisation (Lehrer: „Für Frieden und Sozialismus, seid bereit!“ Klasse: „Immer bereit!“) oder der FDJ (Lehrer: „Freundschaft!“ Klasse: „Freundschaft!“) verwendet. Anschließend setzte sich die Klasse wieder.

### Appell
Zu Beginn und zum Ende des Schuljahres sowie anlässlich spezieller Ereignisse fand ein Appell statt, in manchen Schulen auch an jedem Montag. Da die Informationsmöglichkeiten noch sehr begrenzt waren, wurden bei diesem Anlass auf Besonderheiten im Schulbetrieb hingewiesen, Veränderungen in der Zusammensetzung des Lehrkörpers bekannt gemacht und auf besondere Veranstaltungen verwiesen. Auch Lobe und Auszeichnungen für gute Leistungen wie auch besonders auffälliges negatives Verhalten einzelner Schüler wurde benannt. Der Schüler oder die Schülerin hatte vorzutreten, er oder sie stand somit vorn vor allen im Blickfeld jedes Schülers neben dem für den Appell verantwortlichen Lehrer.
Alle Schüler trugen zu diesem Anlass bereits ab den 1950er Jahren die Uniform (zumindest das Halstuch) der Pionierorganisation beziehungsweise der FDJ, soweit sie Mitglied waren.
Ein Appell fand meist in der Turnhalle, auf einem Hof oder in der Aula der Schule statt. Alle Klassen marschierten (manchmal auch zu Marschmusik) im Klassenverband ein oder nahmen zumindest klassenweise Aufstellung.
Am Ende eines Schuljahres wurden im Rahmen des Appells auch Leistungsabzeichen für besondere schulische, sportliche oder politische Leistungen vergeben. Da in der Regel im Juni, anfangs immer am Tag des Kindes, in der Schule ein Sportfest stattfand, wurde die Auszeichnung der besten Sportler des Tages damit verbunden. In den 1960er Jahren und später nutzten Vertreter der Betriebe, die als Mitglieder der Patenbrigaden die Klasse über das Schuljahr begleitet hatten, die Gelegenheit zur Anerkennung solcher Schüler, die oft nicht die leistungsstärksten waren, aber durch ihr Bemühen bessere Ergebnisse erzielt hatten. Durch die Vielzahl von Patenschaften wurde dies später in die Klassenräume bei der Ausgabe der Zeugnisse verlegt.

### Gruppenrat
Die Mitglieder der Pionierorganisation einer Klasse wählten einen Gruppenrat. Der Gruppenrat bestand aus dem Gruppenratsvorsitzenden, dem Stellvertreter, dem Schriftführer, dem Kassierer, dem Agitator und dem Freundschaftsratsmitglied.
Der Gruppenrat hielt Kontakt mit dem Klassenlehrer und übernahm eine ähnliche Funktion wie ein Klassensprecher.

### Patenbrigade
Die Patenbrigade war eine Gruppe von Mitarbeitern (Brigade) eines Industriebetriebes oder einer Landwirtschaftlichen Produktionsgenossenschaft, die die Patenschaft über eine Schulklasse übernahm.
Sie dauerte oft die gesamte Schulzeit einer Klasse an. Die Schüler besuchten gemeinsam die Brigaden in ihrem Arbeitsumfeld. Im Gegenzug waren Brigadevertreter bei wichtigen schulischen Ereignissen wie Zeugnisübergaben, Wanderfahrten etc. mit anwesend.

## Geschichte

### Der Aufbau der Schulen in der Sowjetischen Besatzungszone
Die Anfänge des Schulwesens in der damaligen SBZ waren geprägt von einem umfassenden Austausch der Lehrerschaft. Neben den etwa 71 % ehemaligen NSDAP-Mitgliedern, die als größtes Problem angesehen wurden, konnte auch ein Großteil der Lernmittel wegen ihrer anhaftenden Nazi-Ideologie nicht weiter verwendet werden. Vielerorts ruhte der Unterricht und wurde erst im September 1945 wieder aufgenommen.
Am 27. Juli 1945 wurde durch einen Erlass der Sowjetischen Militäradministration in Deutschland (SMAD) die Zentralverwaltung für Volksbildung (ZfV) geschaffen, deren Aufgabe die Ausarbeitung von Vorschlägen zur Gestaltung des Schulwesens war. Mit dem Befehl Nr. 40 der SMAD entstanden in der SBZ die vorläufigen gesetzlichen Rahmenbedingungen, die den Schulen einen regulären Unterricht erlauben sollten. Vorerst wurden die alten Schulformen Volksschule, Mittelschule und Gymnasium beibehalten. Jedoch wurden keine allgemein bildenden Privatschulen mehr berücksichtigt, womit dem Staat in der SBZ das Schulmonopol zugesichert wurde. Wie alle wichtigen Gremien wurde auch die ZfV an der Spitze mit einem Mann besetzt, zu dem die sowjetische Regierung volles Vertrauen hatte; in diesem Fall war es Paul Wandel, der ehemalige Chefredakteur der „Roten Fahne“, des Zentralorgans der KPD.
Weitere Richtlinien der ZfV und der SMAD zur Wiedereinstellung der Lehrer sahen vor, dass NSDAP-Mitglieder sowie aktive Mitglieder anderer Nazi-Organisationen aus dem Schuldienst zu entfernen seien. Verstärkt sollte man die Lehrer wieder einstellen, die von den Nazis entlassen oder gemaßregelt worden waren. Da aber in der Anfangsphase eine strenge Befolgung dieser Richtlinien die Aufnahme eines flächendeckenden Schulunterrichtes nicht zugelassen hätte, wurden vorläufig auch NSDAP-Mitglieder, die nach 1920 geboren waren, im Schuldienst belassen.

#### Neulehrer
Grundlegendes Anliegen der Schulpolitik in der SBZ war eine neue Lehrerschaft. Hierdurch sollte auch die Kontrolle der SED über die Schulausbildung sichergestellt werden. Kurzfristig war eine universitäre Ausbildung einer großen Zahl von Lehrern nicht möglich. Auch sollten die neuen Lehrer nach dem Willen der neuen Machthaber aus den „demokratisch-antifaschistischen Kreisen der deutschen Intelligenz“, aber auch der Arbeiterklasse rekrutiert werden. Ein weiteres Kriterium war, dass bei der Einstellung von Neulehrern vor allem Jüngere bevorzugt werden. So wurden in den nächsten Jahren 40.000 Menschen, die bereits eine Berufsausbildung besaßen und/oder direkt aus der Kriegsgefangenschaft kamen, in Schnellkursen zu sogenannten Laienlehrern und Neulehrern ausgebildet. Bei ihrer Ausbildung wurden gelegentlich auch reformpädagogische Ansätze aus der Zeit der Weimarer Republik vermittelt, die den Schulalltag jedoch nicht prägten. Die Neulehrer der 1940er und 1950er Jahre bildeten bis in die 1980er Jahre einen wesentlichen Teil der DDR-Lehrerschaft. Neulehrer, die bis 1954 die damals dreijährige Lehrerausbildung nicht erfolgreich bestanden, wurden entlassen.
1949 waren bereits 67,8 % aller Lehrerstellen mit Neulehrern besetzt. 47,7 % dieser Neulehrer gehörten der SED an, 13 % der LDPD und 10 % der CDU, die zu Blockparteien gleichgeschaltet waren. Damit war die Kontrolle der SED über das Schulwesen weitgehend erreicht.

### Gesetz zur Demokratisierung der deutschen Schule
Im Frühsommer 1946 wurde das Gesetz zur Demokratisierung der deutschen Schule für die Länder der Sowjetischen Besatzungszone verabschiedet. Es war wegweisend für die nächsten 20 Jahre und somit auch weit in die Zeit der erst drei Jahre später gegründeten DDR hinein. Das Gesetz war der Ausgangspunkt für die Neugestaltung des gesamten Schulsystems in der SBZ. Das gegliederte Schulsystem verschwand im Herbst 1946 zugunsten eines komplexen Einheitsschulsystems, bestehend aus mehreren einheitlich organisierten Schulformen. Die achtjährige Grundschule war dessen Kernbestandteil und wurde über eine Vielzahl ereignisreicher Reformen schrittweise in die zehnklassige allgemeinbildende polytechnische Oberschule transformiert.
Bemerkenswert war hierbei, dass die Einheitsschule bereits bei der Erziehung der Drei- bis Sechsjährigen ein gesetzlich verankertes Bildungsziel, nämlich die Vorbereitung auf die Schule, formulierte. Damit wurde der Erziehungsanspruch nach „unten“ hin ausgedehnt.
Folgende Schulgesetze waren in der DDR wirksam:
- Gesetz zur Demokratisierung der deutschen Schule vom 1. Juli 1946 bis zum 2. Dezember 1959,
- Gesetz über die Schulpflicht in der Deutschen Demokratischen Republik vom 15. Dezember 1950 bis zum 2. Dezember 1959,[15]
- Gesetz über die sozialistische Entwicklung des Schulwesens in der Deutschen Demokratischen Republik vom 2. Dezember 1959 bis zum 25. Februar 1965 (erstes Schulgesetz der DDR),[16]
- Gesetz über das einheitliche sozialistische Bildungssystem vom 25. Februar 1965 (zweites Schulgesetz der DDR)[17] bis zum Inkrafttreten der Schulgesetze der Bundesländer Brandenburg, Mecklenburg-Vorpommern, Sachsen, Sachsen-Anhalt und Thüringen der Bundesrepublik Deutschland in den Jahren 1991/1992 gültig.

## Noten und Abschlüsse

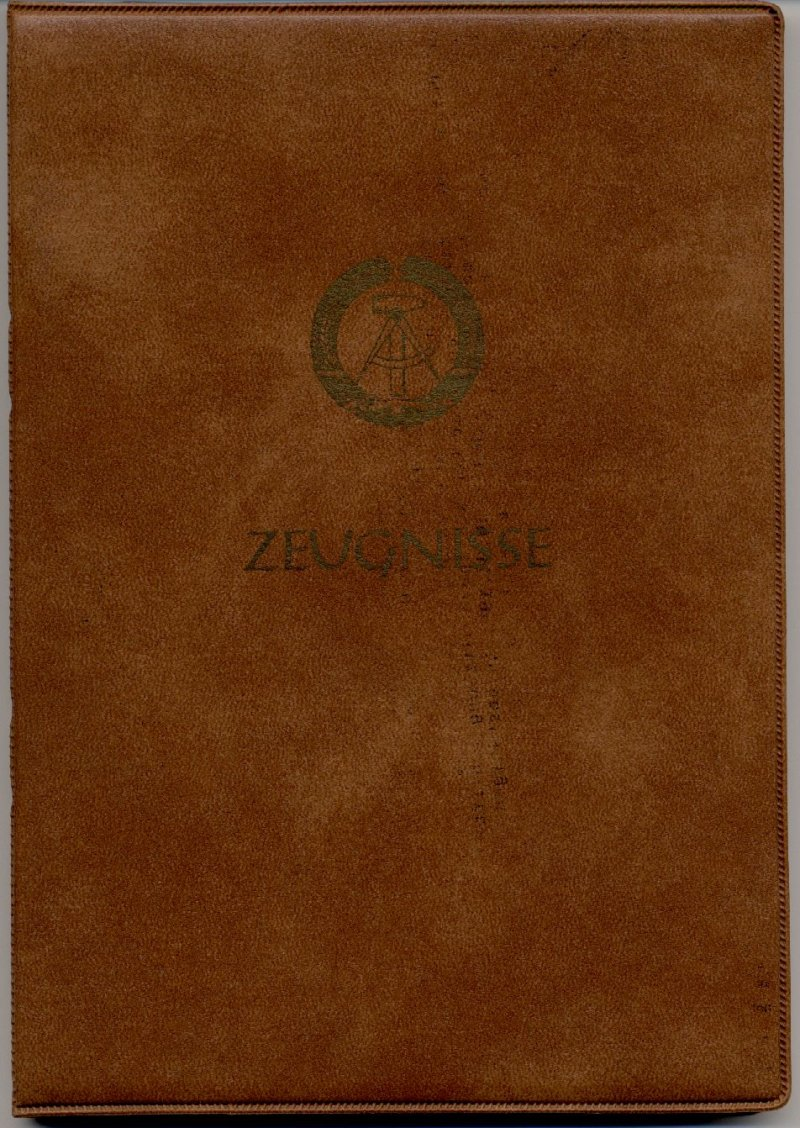
Zeugnismappe aus Weich-PVC.

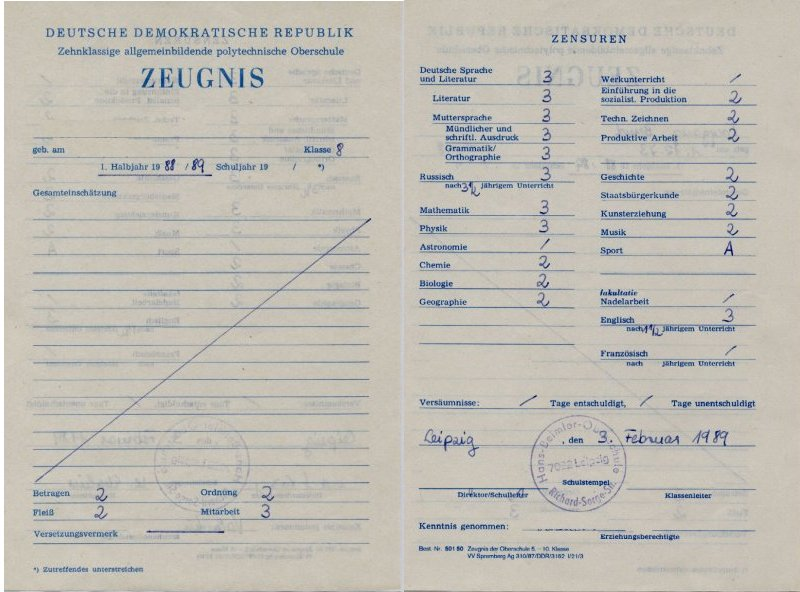
Zeugnis eines Schulhalbjahres

In der DDR gab es für die Schüler fünf Notenwerte:
- 1 = sehr gut
- 2 = gut
- 3 = befriedigend
- 4 = genügend
- 5 = ungenügend

Auf dem Zeugnis standen neben den Zensuren in den einzelnen Fächern außerdem die sogenannten Kopfnoten (Betragen, Ordnung, Fleiß, Mitarbeit und bis 1978 zusätzlich Gesamtverhalten). Weiterhin gab es am Schuljahresende eine ausführliche Beurteilung im Schulzeugnis. Zeugnisse gab es im Schuljahr 1953/54 noch drei Mal im Jahr, im darauffolgenden Zeitabschnitt dann als Halbjahreszeugnis im Februar vor den Winterferien und im Juli zum Schuljahresende vor den Sommerferien. Eine Note 5 bzw. mehrere Noten 4 auf dem Endjahreszeugnis (außer Kopfnoten) schlossen die Versetzung in die nächsthöhere Klasse aus. Die Regel dazu wurde mehrfach geändert. Die Zeugnisse waren von den Erziehungsberechtigten zu unterschreiben, dies wurde von den Klassenlehrern nach den Ferien kontrolliert.
Die Zeugnisse bestanden anfangs aus einem beidseitig beschrifteten A 5-Blatt. Sie verblieben beim Schüler, mussten aber mit der Unterschrift beider Elternteile zu Beginn des neuen Schuljahres dem Lehrer vorgezeigt werden, der dies im Klassenbuch notierte. Später wurden bis Ende der 1970er Jahre die Zensuren in ein Zeugnisheft im Format A 5 eingetragen: Dies wurde einige Jahre später durch eine Zeugnismappe aus Kunstleder ersetzt. Sie diente jedem Schüler bis zur 10. Klasse zur Aufbewahrung seiner Zeugnisse und verblieb bei ihm, wurde jedoch für die Zeugnisausgabe eingesammelt. In einigen Schulen wurden die Zeugnismappen auch nur zu den Winter- bzw. Sommerferien ausgegeben und danach wieder eingesammelt und im Sekretariat aufbewahrt.
Zum Abschluss der 10. Klasse und zum Abitur gab es ein besonderes Abschlusszeugnis. Für den Abschluss gab es ein Gesamtprädikat, das sich aus den Leistungen innerhalb des Schuljahres und den Leistungen der mündlichen und schriftlichen Prüfungen zusammensetzten: Mit Auszeichnung bestanden, Sehr gut bestanden, Gut bestanden, Befriedigend bestanden, Bestanden, Nicht bestanden. Als zusätzliche Anerkennung konnte für Abschlüsse mit Auszeichnung die Lessing-Medaille in Gold (alle Fächer mit der Benotung 1) oder Silber (höchstens zwei Fächer mit der Benotung 2) verliehen werden. Die Gesamtnote konnte nur zwei Noten besser sein als die schlechteste Teilnote und nur um eine Note besser als die schlechteste Bewertung in einem Hauptfach. Diese Bewertungskriterien änderten sich aber von Zeit zu Zeit.

### Straße der Besten
In einigen Schulen wurden die Porträts der klassenbesten Schüler öffentlich im Schulhaus mit Namen gezeigt. Damit wurde die Tradition der Straße der Besten aus Produktionsbetrieben übernommen.

## Unterrichtstage und Ferien
Ein Unterrichtstag bestand in den späteren Schuljahren aus durchschnittlich sechs Unterrichtsstunden. Bis zum Schuljahr 1989/1990 war der Sonnabend an einigen Schulen ein regulärer Schultag, allerdings wurden nur zwei bis drei Unterrichtsstunden in den unteren und nicht mehr als fünf Unterrichtsstunden in den höheren Klassenstufen unterrichtet. Ab der 7. Klasse gab es an einigen Wochentagen ein bis zwei zusätzliche Unterrichtsstunden als „nullte Stunde“ (also ggf. schon um 7 Uhr oder früher) oder am Nachmittag. Fakultativer Unterricht fand z. B. häufig in diesen Stunden statt, um die Teilnahme von Schülern verschiedener Parallelklassen zu ermöglichen. Unterrichtsende war am frühen Nachmittag zwischen 13 und 14 Uhr, die genauen Zeiten waren vom Schuljahr und der Anzahl der Unterrichtsstunden abhängig.

### Schulferien und unterrichtsfreie Tage in der DDR
Die Termine für Schulferien und unterrichtsfreie Tage wurden vom Ministerium für Volksbildung festgelegt und in den „Verfügungen und Mitteilungen“ des Ministeriums veröffentlicht. Bis zum Schuljahr 1967/68 konnten die Räte der Bezirke den Termin der Herbstferien, sechs unterrichtsfreie Tage, selbst festlegen. „Die Herbstferien für die allgemeinbildenden Schulen umfassen sechs Unterrichtstage, eine Verlängerung ist nicht gestattet. Die Räte der Kreise legen den Termin in Abstimmung mit den Räten der Bezirke in eigner Verantwortung fest. Zwischen dem Beginn des Unterrichts am Schuljahresanfang und dem Beginn der Herbstferien müssen jedoch mindestens sechs Unterrichtswochen liegen.“ Erst zum Schuljahr 1968/69 waren die Herbstferien republikweit einheitlich, in diesem Jahr vom 11. bis 21. Oktober 1968. Im Volksmund wurden diese Ferien als „Kartoffelferien“ bezeichnet, das erklärt die unterschiedliche Terminierung. Die Schüler sollten bei der Kartoffelernte helfen. Im Schuljahr 1959/60 wurden erstmals „Winterferien“ eingeführt. Sie umfassten 12 Unterrichtstage und begannen 6 Wochen nach den Weihnachtsferien, die dafür gekürzt wurden. Die Räte der Bezirke legten den Temin der Winterferien in eigener Verantwortung fest. Ab dem Schuljahr 1965/66 galt republikweit ein einheitlicher Termin. Die Ferien umfassten nun 18 Unterrichtstage. Ab dem Schuljahr 1968/69 wurden die Begriffe: „Weihnachtsferien“, „Osterferien“ und „Pfingstferien“ aus den amtlichen Dokumenten gestrichen. Statt „Weihnachtferien“ hieß es nun „Ferien zum Jahreswechsel“. Als Ersatz für die Oster- und Pfingstferien wurden die „Frühjahrsferien“ eingeführt. Sie begannen 6 Wochen nach dem Ende der Winterferien und umfassten 6 Unterrichtstage. Die Sommerferien waren seit dem Schuljahr 1953/54 republikweit einheitlich und umfassten 8 Wochen. Schulbeginn war immer der 1. September oder der darauf folgende Montag. Bis zum Schuljahr 1959/60 galten für Sonderschulen abweichende Termine, in der Regel waren die Herbst und Osterferien länger. Für die Abschlussklassen, 8. und 10. Klasse der Mittelschulen, ab 1960, „Polytechnische Oberschule (POS)“ und der 12. Klasse der Oberschulen, ab 1960 „Erweiterte Oberschule (EOS)“ wurden die Ferien im 2. Halbjahr an die Termine der Abschlussprüfungen angepasst.
Übersicht
| Herbstferien     | Bis 1967/68: 6 bis 12 Unterrichtstage, kreisweise terminiert. Ab Schuljahr 1968/69: 6 Unterrichtstage und 6 Wochen nach Schulbeginn.                                                                                         |
| Weihnachtsferien | 1 oder 2 Tage vor Heiligabend bis zum ersten Werktag nach Neujahr. Ausnahme: Zwischen 1955 und 1958 war die erste Januarwoche unterrichtsfrei. Ab Schuljahr 1968/69 wurde der Begriff, „Ferien zum Jahreswechsel“ verwendet. |
| Winterferien     | Erstmalig im Schuljahr 1959/60 mit 12 unterrichtsfreien Tagen und bezirksweit terminiert. Ab 1965/66 republikweit einheitlich und 18 unterrichtsfreie Tage.                                                                  |
| Osterferien      | Bis Schuljahr 1967/68: 5 Tage nach Ostermontag. Danach fielen diese Ferien weg. |
| Pfingstferien    | Bis Schuljahr 1967/68: Freitag vor Pfingsten bis Dienstag oder Mittwoch nach Pfingstmontag. Danach fielen diese Ferien weg.                                                                                                  |
| Frühjahrsferien  | Ab Schuljahr 1967/68. Beginn sechs Wochen nach den Winterferien, Dauer sechs Unterrichtstage. |
| Sommerferien     | Dauer 8 Wochen, Beginn Ende Juni, Anfang Juli bis zum 31. August. |

Unterrichtsfreie Tage
Neben den gesetzlichen Feiertagen gab es noch „Unterrichtsfreie Tage“, die republikweit galten und vom Volksbildungsministerium verfügt wurden.
Bis zum Schuljahr 1956/57 waren dies: Jom Kippur für Schüler jüdischen Glaubens, Allerheiligen und Fronleichnam für Schüler katholischen Glaubens. Der „Internationale Kindertag“ am 1. Juni und der „Tag des Lehrers“ am 12. Juni. Ab dem Schuljahr 1957/58 und bis 1960/61 war der „Kindertag“ nur noch an Grund- und Mittelschulen unterrichtsfrei. Ab dem Schuljahr 1961/62 waren der 1. und 12. Juni normale Schultage. Ab dem Schuljahr 1968/69 wurden im 2. Halbjahr einige Tage „unterrichtsfreie Tage“ gewährt. Gelegentlich war dies der Karsamstag.
Arbeitsgemeinschaften

Nach dem Unterricht gab es die Möglichkeit, in Arbeitsgemeinschaften zusätzliche Kenntnisse und Fähigkeiten zu erwerben. Arbeitsgemeinschaften gab es auf vielen Gebieten, zum Beispiel Elektronik, Sprachen, Mathematik, Gesundheit, Biologie, Chemie, Sport, Musik, Chor und andere. Meist wurden sie von Lehrern geleitet, einige auch von Eltern, Mitgliedern der Patenbrigade oder von der Pionierorganisation.

## Die Transformation des Bildungssystems während der Wende

### Kritik und Reformdiskussion
Während die Umgestaltung des Bildungssystems in der zweiten Hälfte der 1940er Jahre von umfangreichen Diskussionen begleitet war, war jede öffentliche Kritik am Schulsystem oder eine kritische wissenschaftliche Begleitung spätestens seit der Verabschiedung des „Gesetzes über die sozialistische Entwicklung des Schulwesens“ 1959 untersagt. Eine kritische Diskussion erfolgte innerhalb der Kirchen. Hier wurden insbesondere die Einführung des Wehrunterrichtes in der POS 1978 und die Diskriminierung kirchlich gebundener Jugendlicher bei der Zulassung zu weiterführenden Bildungsgängen thematisiert.
Mit der Wende 1989 entstand schnell eine Vielzahl von Initiativen, die Kritik am Bildungssystem übten und Veränderungsvorschläge machten. Allein bis Ende 1989 erreichten mehr als 8000 Vorschläge und Eingaben das Ministerium für Volksbildung.
Kernpunkte der Diskussion waren:
- Die fehlende Chancengleichheit beim Zugang zu weiterführenden Bildungsangeboten sollte abgeschafft und ein Zugang gemäß dem Leistungsprinzip gewährleistet werden.
- Das Recht der Eltern auf die Erziehung der Kinder, insbesondere in weltanschaulichen und religiösen Fragen, sollte gewährleistet werden.
- Als Erziehungsziele sollten Mündigkeit und Individualität statt der Erziehung zu sozialistischen Persönlichkeiten stehen.
- Die ideologische Indoktrination sollte abgeschafft und die gesellschaftskundliche Bildung verändert werden.
- Die bürokratische Gängelung und die zentralistische Steuerung der Schulen sollten reduziert werden.
- Die Schüler, Eltern und Lehrer sollten erweiterte Mitbestimmungsrechte erhalten.[22]

Die einzelnen politischen Gruppen und Parteien nahmen diese Diskussion auf und formulierten eigene Ziele und Schwerpunkte. So forderte die Grüne Partei in der DDR, die Friedens- und Umwelterziehung in den Lehrplänen zu verankern, die liberalen Parteien forderten die verstärkte Förderung Hochbegabter, die Zulassung freier Bildungsträger und die freie Wahl der Schule und die Vereinigte Linke forderte die Wahl der Schuldirektoren durch die Schulkollektive. Selbst die in PDS umbenannte SED äußerte sich kritisch über die Heuchelei im bisherigen Bildungswesen.
Auch der zentrale Runde Tisch zu Bildung, Erziehung, Jugend sprach sich in einem Positionspapier vom 5. März 1990 für umfassende Reformen aus. So müssten rechtliche Regelungen zur Chancengleichheit und ein Recht auf lebenslange Bildung geschaffen werden. Das Papier enthielt ein Bekenntnis zur zehnjährigen Regelschule, aber auch die Forderung nach der Möglichkeit, Schulen in freier Trägerschaft zuzulassen. Wesentlich sei aber zunächst eine Analyse der Bildungssituation und im Anschluss eine „tiefgreifende Bildungsreform“.

### Kurzfristige Änderungen
Eine Reihe von Änderungen im Bildungssystem erfolgten spontan seit dem Rücktritt Margot Honeckers im Herbst 1989 und wurden von der Übergangsregierung Modrow umgesetzt. Bereits ab Oktober 1989 fand kein Unterricht in Wehrerziehung mehr statt, formell wurde dies vom Ministerium am 15. Dezember 1989 angewiesen. Ebenso entfiel der Staatsbürgerkundeunterricht. Der ersatzweise erteilte Gesellschaftskundeunterricht wurde (genauso wie der Geschichtsunterricht) zunächst nach freier Entscheidung der Lehrer erteilt. Im Januar 1990 veröffentlichte das Bildungsministerium eine Übergangskonzeption, die mit den Reformgruppen abgestimmt war. Auch nachdem im März 1990 neue Rahmenpläne veröffentlicht waren, bestand noch große Unsicherheit. Insbesondere die Tatsache, dass dieselben Lehrer, die vorher für die „Rotlichtbestrahlung“ zuständig waren, nun Gesellschaftskunde unterrichten sollten, und das Fehlen von Schulbüchern wurde intensiv diskutiert. 1990 wurden 26,5 Millionen Schulbücher durch den Volk und Wissen Verlag gedruckt und 2,46 Millionen Schulbücher aus dem Westen als „Schulbuchhilfe“ gespendet.
Der Fremdsprachenunterricht wandelte sich ebenfalls in kürzester Zeit. Eine der Forderungen der Bürger war die freie Wahl der ersten Fremdsprache. Das Bildungsministerium konnte sich einerseits der Forderung der Eltern nicht verschließen, verfügte aber andererseits nicht über genügend Lehrer mit Englischkenntnissen. Bereits ab November 1989 wurden daher die Russischlehrer aufgefordert, sich berufsbegleitend in Englisch schulen zu lassen. Im Schuljahr 1990/91 entschieden sich 80 bis 90 % der Schüler für Englisch statt Russisch als erster Fremdsprache.
Weiterhin wurden in den Wendetagen die 5-Tage-Unterrichtswoche an den Schulen eingeführt und private Schulen initiiert. Eine formelle Zulassung von Privatschulen erfolgte jedoch erst mit dem „Verfassungsgesetz über Schulen in freier Trägerschaft“ vom 22. Juli 1990.

### Die Auseinandersetzung um die Einheitsschule
Die Positionen der Parteien in der Frage der Schulorganisation lagen weit auseinander. Zur ersten freien Volkskammerwahl beharrte die PDS auf der bestehenden Einheitsschule, die SPD sprach sich für die Umwandlung der Einheitsschule in Gesamtschulen aus und die Allianz für Deutschland warb für die Einführung des gegliederten Schulsystems. Auch wenn die Befürworter des gegliederten Schulsystems nach der Wahl eine klare Mehrheit im Parlament hatten, wurde die Frage des Schulsystems zunächst ausgeklammert, da diese Frage innerhalb der gebildeten großen Koalition strittig war. Der Einigungsvertrag übertrug die Verantwortung für das Schulwesen den neu zu bildenden Ländern. Hierdurch kam es in der Folge zu unterschiedlichen landesrechtlichen Regelungen.
In Brandenburg war die SPD stärkste Fraktion geworden und wollte die Gesamtschule als Regelschule einführen. Die Koalitionspartner in der Brandenburger Ampelkoalition setzten jedoch durch, dass neben den Gesamtschulen auch Gymnasien und Realschulen gegründet werden konnten, wenn dies dem Elternwillen entsprach.
In Mecklenburg-Vorpommern präferierte die Landesregierung ein dreigliedriges Schulsystem, musste aber im Rahmen des Gesetzgebungsverfahrens auch Gesamtschulen als gleichrangige Schulform anerkennen. Ähnlich war die Situation in Sachsen-Anhalt, wo die Gesamtschule als Ausnahmeregelung zugelassen wurde.
Keine Gesamtschulen sahen die Schulgesetze in Thüringen und Sachsen vor. In Thüringen können jedoch auf Antrag Gesamtschulen eingerichtet werden, sofern ein entsprechendes pädagogisches Konzept vorliegt (Beispiel: Integrierte Gesamtschule Jena). In Sachsen ergab sich die Besonderheit, dass die alleinregierende CDU ein zweizügiges Schulsystem aus Mittelschule und Gymnasium vorsah.